# 花も実もある
花も実もある（はな－み－）は1990年1月10日～3月14日にNHK総合テレビ「水曜ドラマシリーズ」で放送されたテレビドラマ。

## キャスト
- 葉子:富田靖子
- 貞男:前田吟
- 静子:松尾嘉代
- 渡:杉本哲太
- 幸助:笹野高史
- 恵:二階堂千寿
- 目白隆:石井洋祐
- 新谷貢:磯部弘
- 平太:山本耕史
- 中学生:山本昇平
- ひで美:田島令子
- 大吉:大竹まこと
- 俊作:三浦浩一
- 警察官:加世幸市、船戸健行
- 見合いビデオの男:谷門進士
- 店員:三原聰
- 正芳:多々良純
- 米子:根岸季衣
- ユウ:山岡久乃
- 黒田福美
- 奥村公延
- 岩崎ひろみ

## 主題歌
- デビー・ギブソン 「LOST IN YOUR EYES」

## スタッフ
- 作:冨川元文
- 音楽:中村暢之
- ダンス振付:名倉加代子
- 踊り:佐々木史恵
- 人形資料提供:野田芳正
- 制作:東海林通、岡田勝
- 技術:八城徳治
- 美術:小林喬
- 音響効果:岩崎進
- 照明:奥田一彦
- 撮影:後藤忠
- 音声:小玉孝
- 記録編集:市川筆子
- 演出:布施実

## サブタイトル
1. 地球の半分は女のもの
2. 女のしあわせ選び
3. 私はだあれ？女の存在証明
4. ゆめはにほへど
5. 亭主が家出する時
6. 理想的離婚
7. 女が自分を見つめる時
8. 別れ話をもう一度
9. おんな・女・オンナ